# Nyitramegyei Szemle
A Nyitramegyei Szemle 1892–1941 között működő Nyitrán megjelenő keresztény beállítottságú hetilap volt. Alapító szerkesztője Tóth János (1856-1907) kanonok. Később Franciscy Lajos nyitrai kanonok vette át.
Többek között a Nyitramegyei Szemlébe írt Lósy Béla, Matunák Mihály, Richter Mátyás István, Risnyovszky Endre, Steffel Ede és korai pályafutása során Jozef Tiso is.